# Айзенберг Ігор Наумович
Айзенберг Ігор Наумович (нар. в 1960 році) — український і американський вчений.
Коло наукових зацікавлень: Комплексні нейронні мережі; Класифікація та прогнозування з використанням нейронних мереж; Нелінійна фільтрация зображень та інтелектуальна обробка зображень за допомогою нейромереж.

## Життєпис
Народився у Києві, але в ранньому дитинстві разом з сім'єю переїхав до Ужгорода.
Батько — Айзенберг Наум Нісонович, викладач і професор Ужгородського державного університету. Стояв біля джерел кібернетики.
Кар'єрний поступ:
1977—1982 рр. — Ужгородський державний університет, математичний факультет.
1982—1990 рр — Обчислювальний центр імені А. А. Дородніцина Академії Наук СРСР, Інститут проблем передачі інформації  імені А.А.Харкевича Академії Наук СРСР.
У 1991—2006 рр. працював у Європі: 1990—1996 рр. — в Ужгородському Національному Університеті; 1996—1999 рр. — у Бельгії в Католицькому університеті міста Левен «KU Leuven»; 2003—2005 рр. — запрошений дослідник в технічному університеті Дортмунда, Німеччина — «TU Dortmund University»; 2005—2006 рр. — працював у Фінляндії, в «Tampere University of Technology» міста Тампере. 
З 2006 р. переїхав до США. До 2016 рр. — працював у техаському університеті міста Тексаркана «Texas A & M University», США, на посаді професора і голови лабораторії комп'ютерного інтелекту. З 2016 року завідувач кафедри Computer Science та професор у Мангеттенському Університеті (Manhattan University) у Нью-Йорку, США.
Крім того працював в  Ізраїлі,  Японії, Тайвані, практикує виїзні лекції в Україні (Ужгородский Національний Університет, Харківський Національний Університет Радіоелектроніки), Італії (Університет Флоренції), Мексиці (Національний Політехнічний Інститут Мексики), Португалії (Політехнічний Інститут Порто). 

### Громадянська позиція
Веде регулярний блог на Фейсбуці про політичне життя та події у США. Активно підтримує Україну та її боротьбу з російською агресією.
У 2017 році написав відкритого листа редакції популярного інформаційного видання «New Your Times». У листі просив виправити термін «спірна територія» застосований стосовно території Криму на «окупована», а також протестував проти того, що півострів відзначили як частину Російської Федерації.

## Публікаційна активність
Автор двох наукових монографій, 33 рецензованих журнальних статей, 72 рецензованих матеріалів праць конференції і глав книг
34 інших матеріалів конференцій.

## Нагороди та відзнаки
- Грант на дослідження в сумі 300 тисяч доларів США від Національного фонду досліджень (2009—2012).
- Гранти Фулбрайта від Державного департаменту США у справах освіти та культури (2014, 2015, 2018).
- Почесний професор ХНУРЕ (Харків, Україна).